# Гончаров, Виктор Фёдорович
Виктор Фёдорович Гончаров (род. 15 января 1957 года) — советский и белорусский волейбольный тренер.

## Биография
Виктор Фёдорович Гончаров родился 15 января 1957 года в Украинской ССР. Начал заниматься волейболом во время учёбы в школе. Затем тренировался в спортивной школе-интернате в Луганске.

### Игровая карьера
Дебютировал в Высшей лиге СССР в составе команды «Звезда». В 1975 году переехал в Минск. Выступал за команды «Мотор» (Минск), в составе которой выиграл Кубок СССР 1978 года, а затем — «Промстрой» (Гомель).

### Тренерская карьера
В 24 года после полученной травмы завершил карьеру игрока и стал тренером женских команд.
Работал главным тренером в командах «Гомель» (1985—1995, 1997—2000), «Дубровник» (1995—1997), «Ковровщик» (2000—2003), «Славянка» (2003—2005), «Коммунальник» (2005—2009), «Сплит-1700» (2009—2010), «Енисей» (2015—2016).
С 2016 по 2020 год возглавлял команду «Минчанка».
С 2002 по 2008 год тренировал молодёжную сборную Белоруссии.
В 2007—2009 и 2011—2014 годах был главным тренером женской сборной Белоруссии. На чемпионате Европы 2013 года под его руководством сборная заняла 12 место.

## Достижения

### В качестве игрока
- Обладатель Кубка СССР 1978

### В качестве тренера
- Серебряный призёр Кубка ЕКВ 2018
- Пятикратный чемпион Белоруссии (2002, 2003, 2005, 2017, 2018)
  - Серебряный призёр чемпионата Белоруссии 2004
  - Бронзовый призёр чемпионата Белоруссии 2001
- Двукратный обладатель Кубка Белоруссии (2016, 2017)
- Чемпион Хорватии 1997
  - Серебряный призёр чемпионата Хорватии 2010
- Бронзовый призёр Кубка Хорватии 2009
- Серебряный призёр MEVZA 2010